# Etimologia de Brasil
As raízes etimológicas do nome Brasil são ainda disputadas. O nome Brasil é uma forma abreviada de Terra do Brasil, uma referência à árvore pau-brasil. O nome foi dado no início do século XVI aos territórios arrendados ao consórcio comercial liderado por Fernão de Loronha, para explorar o pau-brasil na produção de corantes de madeira para a indústria têxtil europeia.
O termo para a árvore pau-brasil em português, pau-brasil, é formado por pau ("madeira") e brasil ("brasa"), sendo que este último se refere ao corante vermelho vívido que pode ser extraído da árvore. A palavra brasa é derivada do francês antigo brese ("brasa, carvão incandescente").

## Nomes nativos anteriores à colonização
De acordo com a tradição, antes da colonização, o nome nativo da terra era aquele dado pelos povos indígenas locais, Pindorama [pt] (do tupi para "Terra das Palmeiras").[controverso] No entanto, a tradução exata de "Terra das Palmeiras" seria Pindotetama ou Pindoretama na língua Tupi, sugerindo que Pindorama pode ser uma corrupção posterior do termo original. Pindorama pode ter se referido apenas às regiões costeiras, já que o termo Tapuiretama ou Tapuitetama ("Terra do Inimigo") era usado pelos Tupi para se referir ao interior, então predominantemente habitado pelos povos Jê.

## Trajetória do conceito
A palavra Brasil já era conhecida há muitos séculos na Europa. O filólogo Adelino José da Silva Azevedo postulou que se trata de uma palavra de procedência celta. De fato, a cartografia medieval identifica a ilha de Hy-Brasil em algum ponto do Oceano Atlântico a partir de lendas ancestrais célticas que remontam a São Brandão, dos anos 500 d.C., e aos Immram posteriores, que falam de uma "terra de delícias", vista entre nuvens. No entanto, o termo Brasil é ainda mais antigo e pode ser rastreado até a língua dos antigos fenícios.
Brasil deriva da palavra celta bress, que significa "abençoar", por isso esta ilha das histórias de São Brandão foi nomeada Hy-Brasil, ou "Ilha dos Abençoados". Foi com esse sentido que o nome Brasil foi amplamente usado na cartografia medieval para identificar ilhas que se acreditava existirem no Oceano Atlântico. Assim elas aparecem, por exemplo, no Portulano de Dulcert, de 1325 e o Portulano Mediceo Laurenziano de 1351, dentre outros.
Concordando e promovendo essa teoria da origem céltica do nome Brasil estiveram proeminentes historiadores e estudiosos ao longo dos séculos, dentre eles Robert Southey no primeiro livro de História geral do Brasil publicado entre 1810 e 1819, Capistrano de Abreu, Gustavo Barroso, Sérgio Buarque de Holanda em sua Visão do Paraíso (1959), Pedro Calmon, Pedro Paulo Funari, dentre outros. A historiadora Laura de Mello e Souza afirmou em O nome do Brasil. Nossa História 1 (6), (2004): “primeiro houve o nome, depois o lugar que foi nomeado” (Souza, 2004: 35). Em 2000, escrevendo para o Dicionário do Brasil colonial, o historiador Ronaldo Vainfas afirmou que o vocábulo Brasil teria provindo do imaginário europeu pré-cabralino (isto é, antes de 1500) e que teria sido utilizado pelos portugueses como mito geopolítico. As denominações burocráticas (de Monte Pascoal, Ilha de Vera Cruz, Terra de Santa Cruz, Cabrália, etc) cederam lugar à terminologia mítica (de Brasil), apesar de posteriormente alguns autores coloniais acreditarem que este nome teria advindo da madeira homônima, um engano que se perpetua até nossos dias.
O monge beneditino e botânico Bento José Pickel escrevendo para a Revista de História, v. XVI, a. IX, 1958, p. 3–8. comenta que o nome brasil adveio do latim brasilia, palavra medieval, que já havia sido citada num tratado italiano sobre tinturas, escrito em Ferrara em 1148. Onde a palavra brasilia era usada genericamente para se referir a diferentes tipos de plantas das "Índias", as quais extraía-se pigmentos vermelhos. A palavra brasilia seria a versão latina para os termos indianos sappan e patang, que eram traduzidos como vermelho: "Apesar do nome mais comum ser pau-brasil, os portugueses também passaram a usar sinônimos como pau-de-tinta, pau-rosado, pau-vermelho, pau-de-pernambuco (referência a Pernambuco ser um grande exportador da planta) etc. Por sua vez, entre os nomes indígenas destaca-se a palavra tupi, ibirapitanga (árvore vermelha), o termo foi inclusive traduzido ao francês por Thevet (1558) e Lery (1578), passando a ser chamado de oraboutan e araboutan, nomes depois aportuguesados para orabutã e arabutã".
A pesquisadora CNPq doutora Ana Donnard em O Outro Mundo dos celtas atlânticos e a mítica Brasil, ilha dos afortunados: primeiras abordagens. Nuntius Antiquus, Belo Horizonte, n. 3, 2009, p. 14–28, escreve: “Várias foram as designações para a madeira de cor avermelhada utilizada pelos europeus como tinta para tecidos e outras utilidades: verzino pelos venezianos, bois de pernanbouc pelos franceses, arboles de tinturería pelos espanhóis, araboutan pelo incrível cronista Jean de Léry, ibirapitanga pelos indígenas, Presilholtz (madeira do Brasil) pelos alemães em 1514, verniz pelos portugueses e brisilicum para designar o pau do Brasil por Duarte Pacheco em circa 1505. A confusão entre o termo celta e a designação do pau-Brasil teve inicio a partir de um planisfério conhecido como Kunstmann IV, que toma um termo pelo outro, anunciando que o nome brasil derivava da abundância de “tinta brasil” encontrada sobre seu solo”. (DONNARD, 2009, p. 14).
Segundo Barroso (1941, p. 77), a palavra brasil já existia no vocabulário espanhol há bastante tempo, sendo usada como sinônimo de carmesim e vermelho. Tal palavra era usada principalmente para se referir aos ofícios de tinturaria, no fabrico do pigmento de cor vermelha. No livro Singularidade da França Antártica (1558), escrita pelo capuchinho francês André Thevet, após sua estada no Brasil, mais precisamente na colônia da França Antártica, situada na baía de Guanabara, atualmente na cidade do Rio de Janeiro, Thevet comentou que o pau-brasil era parecido com uma árvore asiática comumente chamada de sapang ou sappan. Ainda hoje tal árvore em língua inglesa é conhecida como sappanwood. Seu nome científico é Caesalpinia sappan, e entre os portugueses era conhecida como pau-brasil das Índias ou pau-roxo de Sumatra. (BARROSO, 1941, p. 77).
Paulo Márcio Leal de Menezes em O Brasil na cartografia pré-lusitana. Anais do 1 Simpósio Brasileiro de Cartografia Histórica: Passado-Presente nos velhos mapas: conhecimento e poder, Paraty, 10 a 13 de maio de 2011. p. 1–18, escreve: “Referências ao comércio do pau-brasil podem ser encontradas também em uma série de documentos, principalmente em antigas pautas alfandegárias e forais governamentais, remontando aos séculos XII, XIII e XIV. De 1151, encontra-se um documento escrito em latim bárbaro, uma ordem de pagamento do arcebispo de Gênova a Filippe de Lamberto Guezzi, mencionando que uma quarta parte do pagamento seria realizado in brasilem. De 1194 é conhecido um documento, também escrito em latim bárbaro, versando sobre um tratado de paz celebrado entre os governos de Ferrara e Bolonha, referindo-se ao pagamento por carga muar, “de todos os panos de algodão, pedra hume, de grã e de brasile”. Além desses, outro documento, datado de 1198, denomina a tinta vermelha de braxilis. Esses termos, brasilem, brasile e braxilis, são então formas de referências, bastante antigas, atribuídas ao pau-brasil”. (MENEZES, 2009, p. 13 apud CÂNDIDO, 1922).

## Brasil na história do Brasil
Antes de ficar com a designação atual "Brasil" as novas terras descobertas foram designadas de: Monte Pascoal (quando os portugueses avistaram terras pela primeira vez), Ilha de Vera Cruz, Terra de Santa Cruz, Nova Lusitânia, Cabrália, etc. Na Língua Guarani, uma língua oficial do Paraguai, o país é chamado de "Pindorama". Este era o nome que os índios davam à região, significando "terra de palmeiras".
Logo depois do Descobrimento do Brasil, o primeiro mapa a trazer o nome Brasil foi o Planisfério de Cantino, de 1502. Nele está escrito Rio d Brasil logo abaixo do Rio São Francisco. É inconcluso se o autor quis se referir à árvore de Paubrasilia ou a ilha mítica de Brasil que teria sido finalmente encontrada. Na verdade os europeus já conheciam e usavam outra madeira chamada de pau Brasil antes do Descobrimento do Novo Mundo: trava-se da árvore Biancaea sappan, nativa do Oriente. Eles usavam Biancaea sappan para as mesmas finalidades das quais passaram a usar o pau-Brasil. Como ambas as árvores tinham equivalências, a nova espécie encontrada na América foi batizada também de pau-Brasil. No entanto, as citações do nome Brasil nos mapas continuou, e ainda é inconcluso afirmar se queriam referir-se à madeira ou à ilha. O nome foi replicado no Planisfério de Cavério de 1504. O cosmógrafo português Duarte Pacheco Pereira, em seu livro Esmeraldo de Situ Orbis (c. 1506–09), refere-se a todo o litoral do atual Brasil como "terra do Brasil daleem do mar Ociano" (terra do Brasil de além-mar)[ver página 16 e página 78]. O termo também é encontrado numa carta, datada de 1.º de abril de 1512, de Afonso de Albuquerque ao rei, referindo-se a um mapa de um piloto javanês, que continha uma representação da "terra do brasyll". [ver das páginas 29 à 65 da carta]
Não obstante, a medida que a madeira conhecida por Brasil na Europa era o símbolo das novas terras encontradas, cronistas como João de Barros, frei Vicente do Salvador e Pero de Magalhães Gândavo apresentaram explicações acerca da origem do nome "Brasil" a partir desta árvore chamada "pau-brasil", cuja madeira era empregada na tinturaria de tecidos.
Na época dos descobrimentos, era comum aos exploradores guardar cuidadosamente o segredo de tudo quanto achavam ou conquistavam, a fim de explorá-lo vantajosamente, mas não tardou em se espalhar na Europa que haviam descoberto certa "ilha Brasil" (em vez de Terra - continental) no meio do oceano Atlântico, de onde extraíam o conhecido desde antiguidade pau-brasil (madeira cor de brasa).
Mesmo após a adoção do nome "Brasil", a denominação oficial do Estado brasileiro ainda mudou algumas vezes. Durante o período do Brasil Colônia, ainda foram usados os nomes "Principado do Brasil", "Vice-reino do Brasil" e "Reino do Brasil".
Como Estado soberano, em 7 de setembro de 1822, o "Reino Independente do Brasil" declara-se independente do Reino Unido de Portugal, Brasil e Algarves. Contudo, já em 12 de outubro do mesmo ano, o nome foi trocado para "Império do Brasil". Assim o Brasil ficou até a proclamação da República, quando a designação oficial passou a ser "República dos Estados Unidos do Brasil". Em 1967, com a primeira constituição da ditadura militar, o Brasil passou a chamar-se República (do latim "res", coisa, "publica", pública, do povo) Federativa do Brasil, nome que a Constituição da República de 1988 conserva até hoje. Antes, na época da monarquia constitucional, de acordo com a primeira constituição, a constituição imperial brasileira de 1824, que fora baseada nas chamadas "Ordenações de Maria - Primeira, Imperadora", era Império do Brasil, e depois, com a proclamação da República brasileira em 1889, o nome foi alterado para Estados Unidos do Brasil.
Os habitantes naturais do Brasil são denominados brasileiros, cujo gentílico é registrado em português a partir de 1706 que se referia inicialmente apenas aos que comercializavam pau-brasil. Entretanto, foi apenas em 1824, na primeira constituição brasileira, que o gentílico "brasileiro" passou legalmente a designar as pessoas naturais do Brasil. Há ainda a possibilidade do uso de outros gentílicos como brasiliano, brasílico, brasílio e brasiliense (esse último também atribuído aos habitantes de Brasília) para designar os naturais do Brasil.

## Teorias
O autor Edgardo Otero apresenta uma pesquisa que postula que existem três vertentes que procuram explicar a origem do nome Brasil:

### Pau-brasil
O nome proveniente da árvore Pau-brasil (Caesalpinia echinata), chamado assim por causa de sua cor vermelha, que lembrava brasas de fogo; A origem derivada da madeira já era defendida na época colonial, onde cronistas da importância de João de Barros, Frei Vicente do Salvador e Pero de Magalhães Gandavo apresentaram explicações concordantes acerca da origem do nome "Brasil", que deriva de "pau-brasil" (pau-ferro, pau-tinta ou, barzel), a designação de um tipo de madeira, de cor vermelho-alaranjada (que lembra a ferrugem e brasas de fogo), empregada na tinturaria de tecidos. Também presente na tese da origem hebraica, devido a semelhança fonética entre brasil e o vocábulo hebraico barzel (que significa ferro). Na época, a madeira dessa árvore era também conhecida como "madeira judaica".

### Ilha Brazil
O nome proveniente de uma ilha mítica chamada Brazil (com z). Essa lenda teria surgido entre os Celtas que diziam saber de uma ilha no meio do oceano que pegava fogo constantemente. Por volta de 1339, muitos documentos da época mostram que já existia essa ilha no meio do Oceano Atlântico a oeste das ilhas dos Açores, porém a localização exata variava entre galegos e germânicos. O nome Brazil deu origem ao sobrenome de uma família na Idade Média e ainda hoje presente na Irlanda e também em Portugal. Eduardo Bueno, em sua obra "A viagem do descobrimento", diz que o nome Brazil vem do celta bress, que deu origem ao verbo inglês to bless (abençoar). Assim, Hy Brazil significaria "terra abençoada". A ilha descrita nas Navigatio Sancti Brendani ficou conhecida por Ilha de São Brandão e por vezes por Ilhas Afortunadas ou mesmo Ilha do Brasil, vindo juntar-se ao numeroso grupo de terras que se dizia existiam no Atlântico. A existência destas terras, por vezes referidas por terras brendanianas, foi no advento da Renascença uma importante motivação no movimento dos descobrimentos europeus. A ilha de São Brandão aparece em quase todos os mapas medievais, ocupando no Atlântico Norte posições que vão desde o oeste da Irlanda à Terra Nova, aos Açores, às Antilhas e às Canárias. A configuração da ilha varia desde uma pequena ilha circular até uma enorme ilha alongada. Fernão de Noronha identificou o Brasil como sendo as Ilhas Afortunadas ou mesmo a Ilha do Brasil da lenda criada a partir das navegações de São Brandão no seculo VI.

### Brasile e Bresal Bó-Díbad
O nome proveniente da derivação de "Balje ibne Bixer", chefe muçulmano da Andaluzia (na Espanha). Este famoso guerreiro teve seu nome pronunciado de diversas formas e, com o passar dos anos, seu nome ficou para a história como "Brasile".
Há ainda um lendário rei Bresal Bó-Díbad da Irlanda, filho de Rudraige, foi segundo a lenda medieval irlandesa e tradição histórica, um Alto Rei da Irlanda, ele tomou o poder depois de matar seu antecessor, Finnat Már, e governou durante onze anos, daí a origem do nome da lendária ilha Hy Brazil (terra abençoada), ou Ilha de São Brandão, ilha lendária que ficaria a oeste da Irlanda. O nome da ilha deriva do irlandês Hy-Breasail ("ilha de Breasal"), relacionada a Bresal ou Breasal, druida e mago dos sídhe, relacionado na mitologia irlandesa como Breasal Etarlam (Breasal, Alto Rei da Irlanda).

## Brasileiro
O gentílico "brasileiro" surgiu no século XVI, referindo-se inicialmente apenas aos que comercializavam pau-brasil. Passou depois a ser usado informal e costumeiramente para identificar os nascidos na colônia e diferenciá-los dos vindos de Portugal; entretanto foi só em 1824, na primeira constituição brasileira, que o gentílico "brasileiro" passou legalmente a designar as pessoas naturais do Brasil. Há ainda a possibilidade do uso do gentílico brasiliano para designar os naturais da República Federativa do Brasil.